# إيكويكو
إيكويكو (بالإنجليزية: Iquique)‏ هي مدينة من مدن تشيلي تقع في إقليم تاراباكا. يبلغ عدد سكانها 180601 نسمة وذلك حسب إحصائيات سنة 2012. تبلغ مساحتها 2242.1 كم².

## المناخ
يظهر الجدول التالي التغييرات المناخية على مدار السنة لإيكويكو:
| البيانات المناخية لـإيكويكو                           | البيانات المناخية لـإيكويكو | البيانات المناخية لـإيكويكو | البيانات المناخية لـإيكويكو | البيانات المناخية لـإيكويكو | البيانات المناخية لـإيكويكو | البيانات المناخية لـإيكويكو | البيانات المناخية لـإيكويكو | البيانات المناخية لـإيكويكو | البيانات المناخية لـإيكويكو | البيانات المناخية لـإيكويكو | البيانات المناخية لـإيكويكو | البيانات المناخية لـإيكويكو | البيانات المناخية لـإيكويكو |
| الشهر                                                 | يناير                       | فبراير                      | مارس                        | أبريل                       | مايو                        | يونيو                       | يوليو                       | أغسطس                       | سبتمبر                      | أكتوبر                      | نوفمبر                      | ديسمبر                      | المعدل السنوي               |
| ----------------------------------------------------- | --------------------------- | --------------------------- | --------------------------- | --------------------------- | --------------------------- | --------------------------- | --------------------------- | --------------------------- | --------------------------- | --------------------------- | --------------------------- | --------------------------- | --------------------------- |
| الدرجة القصوى °م (°ف)                                 | 31.2 (88.2)                 | 30.6 (87.1)                 | 31.1 (88.0)                 | 28.4 (83.1)                 | 27.0 (80.6)                 | 24.1 (75.4)                 | 22.6 (72.7)                 | 31.0 (87.8)                 | 23.4 (74.1)                 | 29.0 (84.2)                 | 25.5 (77.9)                 | 27.8 (82.0)                 | 31.2 (88.2)                 |
| متوسط درجة الحرارة الكبرى °م (°ف)                     | 25.3 (77.5)                 | 25.5 (77.9)                 | 24.9 (76.8)                 | 22.7 (72.9)                 | 20.7 (69.3)                 | 19.0 (66.2)                 | 18.0 (64.4)                 | 18.0 (64.4)                 | 18.8 (65.8)                 | 20.1 (68.2)                 | 21.7 (71.1)                 | 23.7 (74.7)                 | 21.5 (70.7)                 |
| المتوسط اليومي °م (°ف)                                | 22.2 (72.0)                 | 22.2 (72.0)                 | 21.5 (70.7)                 | 19.7 (67.5)                 | 18.0 (64.4)                 | 16.7 (62.1)                 | 15.9 (60.6)                 | 15.8 (60.4)                 | 16.4 (61.5)                 | 17.5 (63.5)                 | 18.9 (66.0)                 | 20.7 (69.3)                 | 18.8 (65.8)                 |
| متوسط درجة الحرارة الصغرى °م (°ف)                     | 19.2 (66.6)                 | 19.0 (66.2)                 | 18.4 (65.1)                 | 16.9 (62.4)                 | 15.7 (60.3)                 | 14.7 (58.5)                 | 14.0 (57.2)                 | 14.2 (57.6)                 | 14.6 (58.3)                 | 15.4 (59.7)                 | 16.5 (61.7)                 | 17.8 (64.0)                 | 16.4 (61.5)                 |
| أدنى درجة حرارة °م (°ف)                               | 14.8 (58.6)                 | 14.7 (58.5)                 | 13.0 (55.4)                 | 11.7 (53.1)                 | 9.9 (49.8)                  | 8.5 (47.3)                  | 8.0 (46.4)                  | 7.6 (45.7)                  | 9.0 (48.2)                  | 8.5 (47.3)                  | 12.2 (54.0)                 | 12.4 (54.3)                 | 7.6 (45.7)                  |
| الهطول مم (إنش)                                       | 0.0 (0.0)                   | 0.0 (0.0)                   | 0.0 (0.0)                   | 0.0 (0.0)                   | trace                       | trace                       | trace                       | 0.5 (0.02)                  | 0.4 (0.02)                  | 0.0 (0.0)                   | 0.0 (0.0)                   | 0.1 (0.00)                  | 1.0 (0.04)                  |
| متوسط أيام هطول الأمطار                               | 0.0                         | 0.0                         | 0.0                         | 0.0                         | 0.2                         | 0.3                         | 0.2                         | 0.1                         | 0.1                         | 0.0                         | 0.0                         | 0.1                         | 1.0                         |
| متوسط الرطوبة النسبية (%)                             | 68                          | 68                          | 69                          | 71                          | 72                          | 73                          | 72                          | 73                          | 72                          | 71                          | 70                          | 69                          | 71                          |
| ساعات سطوع الشمس الشهرية                              | 316.2                       | 288.2                       | 294.5                       | 240.0                       | 213.9                       | 177.0                       | 164.3                       | 161.2                       | 183.0                       | 241.8                       | 279.0                       | 313.1                       | 2٬872٫2                     |
| ساعات سطوع الشمس اليومية                              | 10.2                        | 10.2                        | 9.5                         | 8.0                         | 6.9                         | 5.9                         | 5.3                         | 5.2                         | 6.1                         | 7.8                         | 9.3                         | 10.1                        | 7.9                         |
| المصدر #1: Dirección Meteorológica de Chile           |                             |                             |                             |                             |                             |                             |                             |                             |                             |                             |                             |                             |                             |
| المصدر #2: Universidad de Chile (sunshine hours only) |                             |                             |                             |                             |                             |                             |                             |                             |                             |                             |                             |                             |                             |

## توأمة
لإيكويكو اتفاقيات توأمة مع كل من:
- فيتوريا، البرازيل
- أريكيبا
- ميامي
- زادار (30 يونيو 2003 - )
- تولكان
- أبو ظبي
- أوبيدو لوكانو
- عسقلان
- مقاطعة ميامي داد
- إشبيلية
- لاباز

## أعلام
- كارلوس تيجاس
- إدسون بوتش
- مانويل أستورغا
- روبيرتو كورتيز
- جون ماثر
- ألفارو راموس
- أرتورو غودوي
- بيلينجورست أنجولو

## وصلات خارجية
- الموقع الإلكتروني